# Filippo Camassei
Filippo Camassei (14. září 1848, Řím – 18. ledna 1921, Řím) byl italský katolický kněz a biskup, v letech 1906–1919 Latinský patriarcha jeruzalémský a následně kardinál.
V letech 1905–1906 byl i velmistrem Řádu Božího hrobu, následně jeho administrátorem.